# シャマリエール＝シュル＝ロワール
シャマリエール＝シュル＝ロワール （Chamalières-sur-Loire）は、フランス、オーヴェルニュ＝ローヌ＝アルプ地域圏、オート＝ロワール県のコミューン。
シャマリエールの歴史は、主に10世紀後半から発展した、古い小修道院に関連する。11世紀からある修道院付属教会はほぼ無傷のままであり、町の一番の魅力となっている。

## 地理

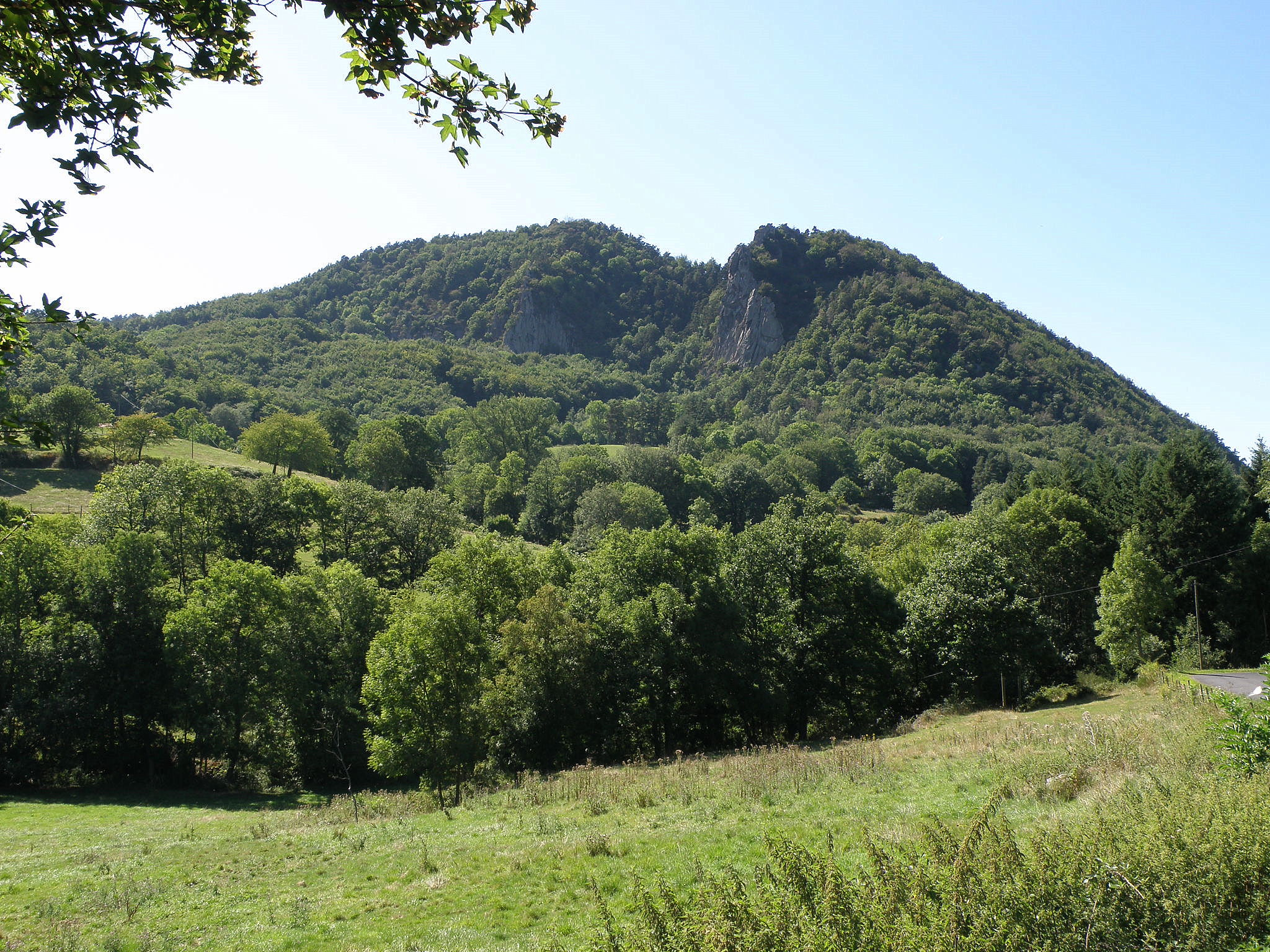
バルトゥ山

シャマリエールは中山間地にあるコミューンである。町の中心部は、ロワール川岸の狭くて平らな部分に伸び、標高は570mである。コミューンには標高984mのバルトゥ山、ルトゥルナックおよびメゼールと共有するジェルビゾン山が含まれる。

## 交通
シャマリエールには鉄道駅があり、TERオーヴェルニュのル・ピュイ＝アン＝ヴレからサン・ジョルジュ・ドラック-サンテティエンヌ・シャトークルー線が通じている。

## 由来
地名の語源は確立していない。一部では、それはモナスティエ修道院創設者カルミニウス（Calminius）の名が変化したものとし、また別の人々は文字通りtsama Leyraに由来すると主張する。これはオック語の様々な地元方言でロワール川の道（chemin de Loire）を意味する。この亜種が最も文章化されていて、一部はシャマリエールはプロヴァンサル語のCamastèreだと主張するだろう。Camastèreは、単に『神秘的な外観』を意味している。

## 歴史
ガロ＝ローマ時代から人が定住していたことが証明されているが、シャマリエールの歴史が事実上始まったのは、聖母に捧げる修道院が創設された674年からである。しかし、10世紀初頭までのシャマリエールは、禁欲生活の誓願を立てた数名の修道士たちが運営するささやかな小修道院にすぎなかった。ル・ピュイの司教による迫害の後、ゴトカルク司教団のもと平和的に発展し、後にダルマス・ド・ボーモンはル・モナスティエ＝シュル＝ガゼイユにあるサン・シャフル修道院長およびシャマリエール小修道院長となった。950年代に間違いなく2つの修道院は関係があった。
ダルマス・ド・ボーモン指導の下、アルルにて見つかった聖ジルの亡骸、そしておそらくシャルルマーニュによってコンスタンティノープルからもたらされた聖クルーの遺物を受け入れて、中世にこの修道院が創設された。ここはヴレ地方で最も有名な献身の地の1つであり、巡礼や寄進のみならずあらゆる方面から流れ込んできた。小修道院は確かに、周辺に強力な貴族が多く恵まれていた。つまり、修道院の位置はかつてボーモン家が戦略上の要所としていたのである。そしてポリニャック子爵、ロッシュ・アン・レニエ家、ロシュバロン家、モントレヴァル家など小貴族が後に続いた。彼ら領主たちの気前の良さのおかげで、修道院の資産はすぐに元の場所から近隣の村落、そしてさらに延長してサンタンテームの小郡、ヴィヴロル、サン＝ボネ＝ル＝シャトー、ロアンヌ、ジヴォール、アルジャンタルへあふれ出た。11世紀終わり、修道院には27人の修道士がいた。城壁で囲まれた内側には71軒の住宅があった。11世紀初頭から12世紀初頭にかけてのいつか、ロマネスク様式のサン・ジル教会建設が決まった。これとは別に、1900年代に鐘楼が再建され、この日からほぼ無傷である。
小修道院は、1035年にサン・フルール教会からサン・モーリス・ド・ロッシュ教会、サン・ピエール・デュ・シャン教会、サン・ジャン・ド・ロジエール教会を取得し、自らの資産と統合した。50ある小修道院のうちシャマリエールが繁栄したことについては、偉大な美徳と博学で高名な、ピエール3世・ド・ボーモンの名を特に注目すべきである。彼は1162年から、小修道院に関する全ての活動を文書化した、今日まで保存されている貴重な特許状台帳製作に着手したのである。
シャマリエールの小修道院は、抑圧の時代が始まる1789年まで、サン・シャフル修道院に従順であった。

### 特許状台帳
シャマリエールの特許状台帳は、ル・ピュイ司教座の公文書庫に保管されている。10世紀から13世紀までのヴレ地方北部の歴史に関する、事実上唯一の情報源となっている。記述は1162年頃、小修道院長ピエール・ド・ボーモンによって行われ、その後彼の後継者たち、12世紀終わりにはピエール・ド・セルヴィサス、13世紀初頭にはデュラン・コワロン、ポンス・ド・シャランコン、そしてレーモン・ド・メルクールによってなされた。ベネディクト会の学者クロード・エスティエノ・ド・ラ・セレ（fr）は、1676年にシャマリエール小修道院を訪問し、特許状台帳を知った。記録は一時失われたが、1729年に発見された。

## 人口統計
| 1962年 | 1968年 | 1975年 | 1982年 | 1990年 | 1999年 | 2006年 | 2012年 |
| ------ | ------ | ------ | ------ | ------ | ------ | ------ | ------ |
| 508    | 471    | 478    | 429    | 385    | 407    | 448    | 482    |

source=1999年までLdh/EHESS/Cassini、2004年以降INSEE

## 史跡
- サン・ジル教会 - 11世紀末から12世紀初頭。
- 旧小修道院の回廊 - 11世紀
- シャトー - 15世紀

|  |  |  |